# Кремень, Дмитрий Дмитриевич
Дмитрий Дмитриевич Кре́мень (21 августа 1953 — 25 мая 2019) — украинский поэт, публицист, эссеист, переводчик.

## Биография
Родился 21 августа 1953 года в селе Суха (ныне Иршавский район, Закарпатская область, Украина). В 1975 году окончил филологический факультет Ужгородского госуниверситета (1975). По окончании учёбы попал на работу по направлению учителем русского языка и литературы, впоследствии — украинского языка и литературы (пгт Казанка Николаевской области), позже перешёл в районную газету. После переезда в Николаев, занимал должность преподавателя кафедры украинской литературы в Николаевском пединституте имени В. Г. Белинского (1979—1980), руководил областной литературной студией «Джерела», работал завотделом крупнейшей в области молодёжной газеты «Ленінське плем’я» (1980—1990). С 1990 года работал завотделом культуры и духовности, заместителем главного редактора газеты областного совета «Рідне Прибужжя» (до 2008 года). Член Национального союза писателей Украины (1979), Ассоциации украинских писателей (1997), Ассоциации эстрадных деятелей Украины (1999). С 2010 года — председатель Николаевской областной организации Национального союза писателей Украины, главный редактор журнала «Соборная улица». Отец украинского политика и учёного, председателя Николаевского областного совета с 25 февраля 2014, народного депутата Украины VIII созыва Тараса Креминя.

## Творчество
Поэтический дебют Д. Д. Креминя состоялся в студенческие годы на страницах альманаха «Вітрила» (1970—1971). Потом были публикации в журнале «Утро», закарпатской прессе, активное участие в работе областного литобъединения при Закарпатской организации СПУ, членство в художественном совете этого литобъединения на должности завсекцией поэзии, а также знакомство и приятельство, в частности, с классиками закарпатской литературы П. Н. Скунцем, И. М. Чендеем и Ф. Д. Кривиным, на которых, фактически, держалась художественная жизнь края. Тогда он познакомился с Василием Густи, который, по сути, ввел его в круг университетских поэтов, а также Николаем Матолой, Иваном Петровцием, Д. М. Кешелей, Иосифом Клейманом, В. Демидовым, А. Степанян, И. Желицким, Г. Фодором.

## Награды и премии
- Государственная премия Украины имени Тараса Шевченко (1999) — за сборник стихов «Пектораль»
- Республиканская литературная премия имени В. Г. Чумака (1987)
- культурологическая премия имени Николая Аркаса (1994)
- литературная премия имени В. Е. Свидзинского (2011)
- Всеукраинская литературная премия имени Зореслава (2013)
- Всеукраинская литературная премия имени В. Н. Сосюры (2013)
- литературная премия имени Леонида Вышеславского (2013)
- Международной литературной премии имени Ивана Кошелевца (2014)
- «Горожанин года» в номинации «Искусство» (Николаев, 1999)
- «Человек года Николаевщины» (2008)
- Почётная грамота Верховной Рады Украины (2010)
- Заслуженный деятель искусств Украины (2016)

## Публикации
1. Кремінь, Д. Травнева арка: поезії / Д. Кремінь. — К.: Молодь, 1978. — 82 с.
2. Кремінь, Д. Південне сяйво: поезії / Д. Кремінь. — Одеса: Маяк, 1983. — 103 с.
3. Кремінь, Д. Танок вогню: поезії / Д. Кремінь. — Одеса: Маяк, 1983. — 72 с.
4. Кремінь, Д. Бурштиновий журавель: поезії / Д. Кремінь. — К.: Рад. письменник, 1987. — 110 с.
5. Кремінь, Д. Шлях по зорях: вірші / Д. Кремінь. — К.: Молодь,1990. — 96 с.
6. Кремінь, Д.Скіфське золото: поезії / Д. Кремінь // Бузький Гард. — Миколаїв, 1996. — С.27-35.
7. Кремінь, Д. Пектораль: нова книга / Д. Кремінь. — Миколаїв: МП «Можливості Кіммерії», 1997.-119 с.
8. Кремінь, Д. Елегія троянського вина / Д. Кремінь. — Миколаїв: МП «Можливості Кіммерії», 2001. — 105 с.
9. Кремінь, Д. Атлантида під вербою: вибрані поезії / Д. Д. Кремінь. — К.: Неопалима купина, 2003. — 63 с.
10. Кремінь, Д. Літопис: вибране / Д. Кремінь. — Миколаїв: Можливості Кіммерії, 2003. — 451 с.
11. Креминь Д. Ольвийский транзит: избранные стихотворения / Д. Креминь; пер. с укр. А. В. Павлов. — Николаев: Изд-во ЮИКСУ, 2006. — 80 с.
12. Кремінь, Д. Полювання на дикого вепра: поезії / Д. Кремінь. — К.: Факт, 2006. — 96 с.
13. Кремінь, Д. Літній час: лірика / Д. Кремінь. — Миколаїв: Миколаїв. обл. друкарня, 2007. — 64 с.: іл.
14. Кремінь, Д. Замурована музика: лірика, симфонії, поеми / Д. Кремінь. — К. : Ярославів Вал, 2011. — 360 с.